# Delissea
Delissea es un género de plantas con flores perteneciente a la familia Campanulaceae. Es originario de las islas Hawái.

## Descripción
Delissea es similar a Cyanea en muchos apartados, difiere principalmente en las flores y frutos (púrpura oscuro, los frutos de Cyanea son naranjas, aunque algunos pueden ser púrpura o azules). Solo tres de las 9 especies conocidas están aún con vida, y de estas (D. undulata) se ha extinguido en la vida silvestre.

## Especies
Delissea (con flores de 14-26 mm long)
- Delissea fallax Hillebr. - Hawái†
- Delissea lauliiana Lammers - Oahu†
- Delissea parviflora Hillebr. - Hawái†
- Delissea rhytidosperma* H. Mann - Kauai
- Delissea undulata* Gaud. - Niihau†, Kauai†, Maui†, Hawái

sección Macranthae (flores curvadas de 37-60 mm long)
- Delissea laciniata Hillebr - Oahu†
- Delissea rivularis* (Rock) F. Wimmer - Kauai†
- Delissea sinuata Hillebr. - Oahu†, Lanai†
- Delissea subcordata* Gaud. - Oahu